# 陆军六十三军抗日阵亡将士公墓
陆军六十三军抗日阵亡将士公墓，位于中国广东省广州市从化区良口镇石榴花山，为广州市文物保护单位，类型为近现代重要史迹及代表性建筑，公布时间为2002年7月。
陆军六十三军抗日阵亡将士公墓的历史年代为1946年，是中國抗日戰爭時期国民革命军陆军第六十三军陣亡官兵的集體墓地。文化大革命期間，墓碑曾被破壞。